# Elektrokrom skärm
Elektrokroma skärmar är bildskärmar baserade på elektrolytiska celler och egenskapen elektrokromism istället för kristallina celler.